# Aristophot AG
Die Aristophot AG mit Stammsitz in Taucha war ein auf die Reproduktion von Fotografien spezialisiertes Unternehmen, welches 1902 gegründet wurde und auch als Verlag fungierte.

## Geschichte
Der Betrieb Aristophot. Photographische Maschinendruck-Anstalt wurde am 1. August 1902 in Reudnitz durch Otto Lienekampf gegründet, der zuvor über ein Jahr lang von Berlin und Leipzig aus die Zeitschrift Kunstgewerbe für's Haus verlegte. Noch im gleichen Jahr wurde aus dem Betrieb eine GmbH. Im Juli 1903 übernahm Lienekampf die Anstalt für vervielfältigende Künste, beide Unternehmen hatten ihren Sitz in der Reudnitzer Göschenstraße 7. Ende 1903 kam es zu einer Zusammenführung der beiden Firmen mit der Berliner Fabrik Adolph Engel. Vereinigte Photo-Lithographische- und Papierwaren-Industrie GmbH. Das zur Aktien-Gesellschaft Aristophot umgewandelte Unternehmen mit einem Grundkapital von 2.000.000 Mark hatte ab nun seinen Hauptsitz in Taucha. Zu dem Zeitpunkt hatte Lienekampf auch schon die im schweizerischen Wädenswil ansässige PHOTOS. Aktien-Gesellschaft für photochemische Industrie übernommen, um sich die Produktion an hochwertigem Fotopapier zu sichern. Die Produktionsstätten in Berlin und in der Schweiz blieben erhalten.

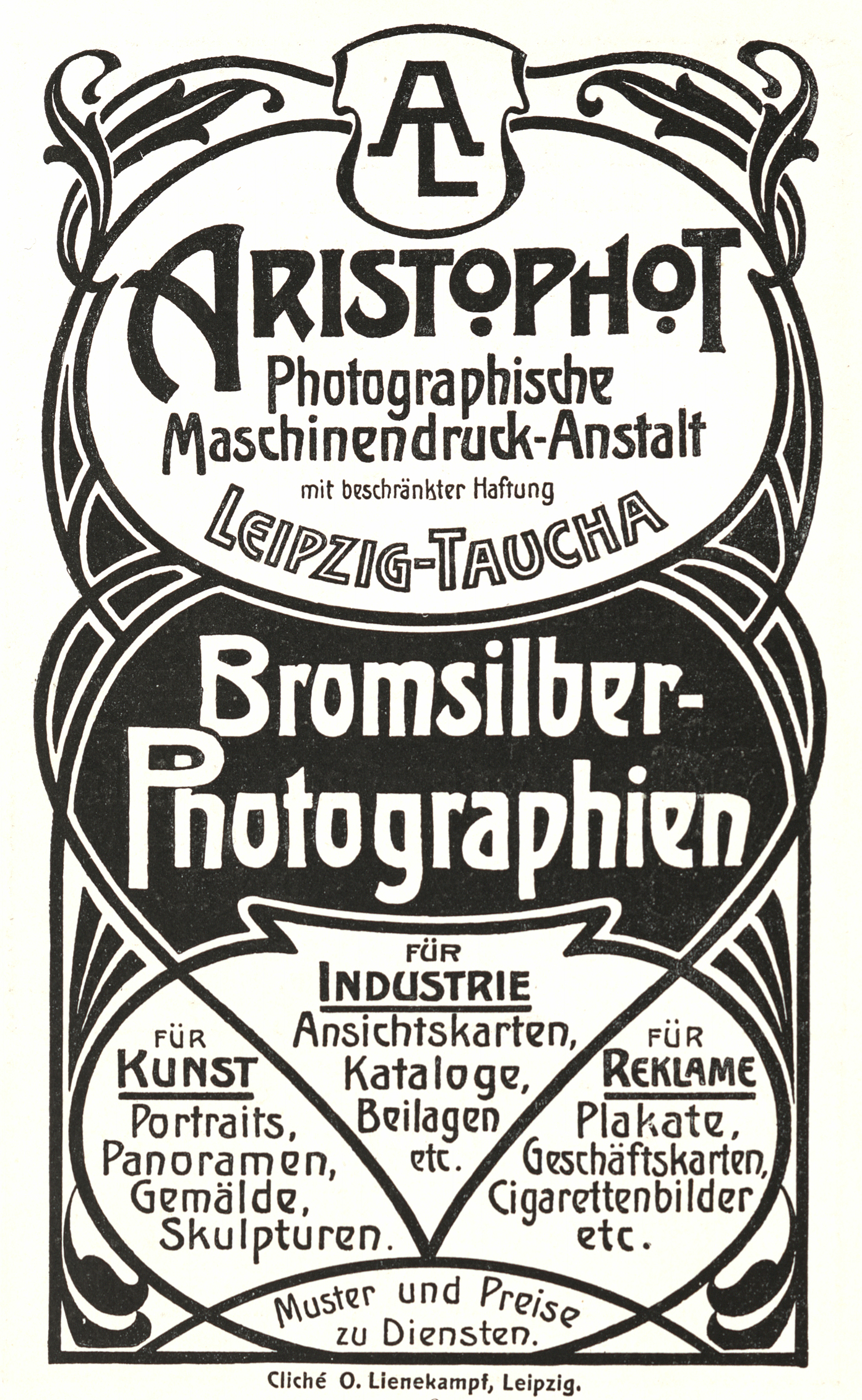
Firmenwerbung 1904

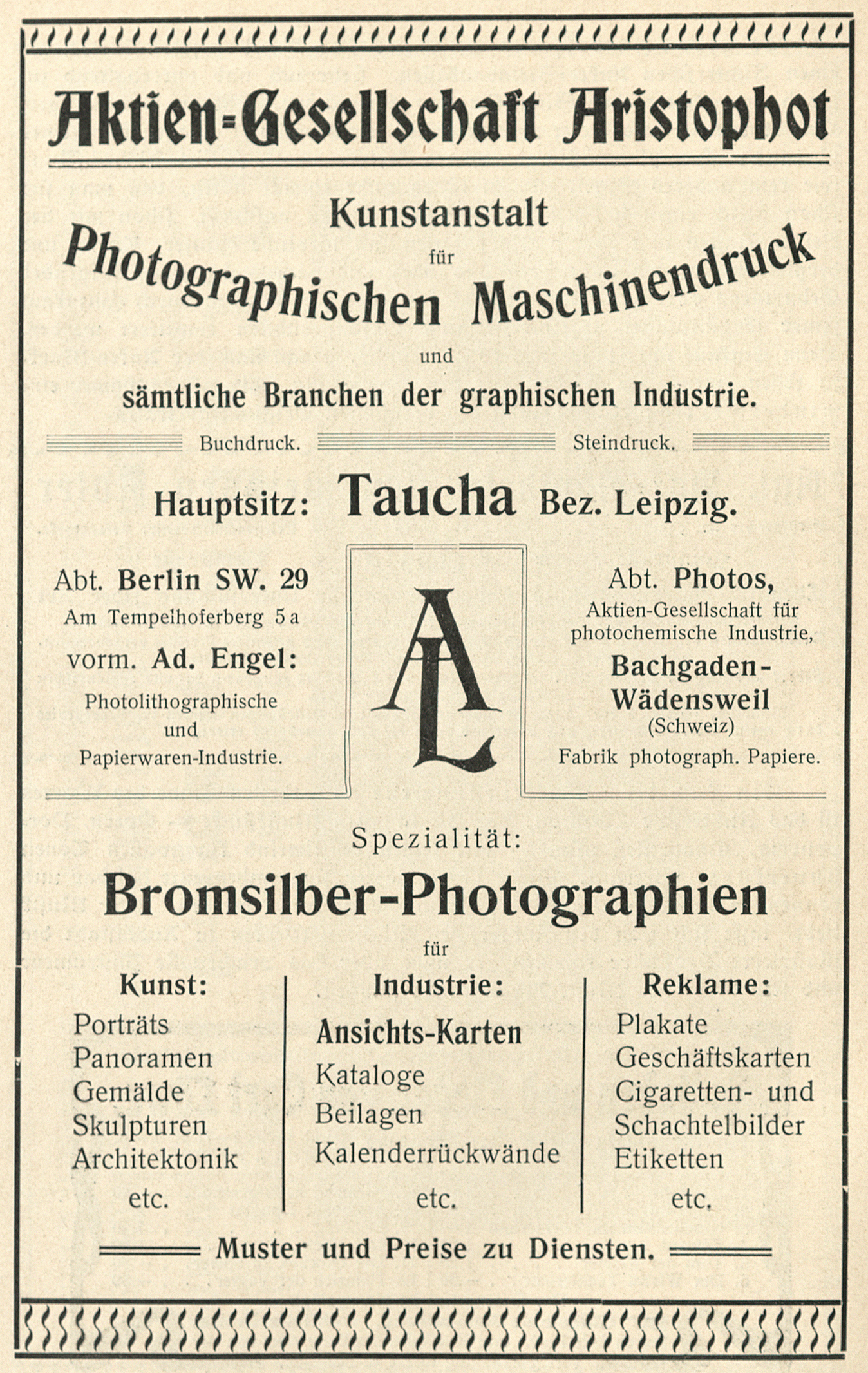
Firmenwerbung, 1905

Spezialisiert war Aristophot auf die Herstellung und Vervielfältigung vom Silberbromid-Fotografien in hoher Auflage. Zudem war das Unternehmen auch verlegerisch erfolgreich tätig, so als Kunst-, Postkarten-, Zigarettenbild- und Stereofotoverlag. Die Firma meldete zahlreiche Gebrauchsmuster und Patente beim Kaiserlichen Patentamt an.
Das Unternehmen nahm an der Weltausstellung 1904 in St. Louis teil, ein Jahr später gewann es eine Goldmedaille auf der Weltausstellung in Lüttich.
1906 bezog Aristophot in Taucha ein neues Fabrikgebäude in der heutigen Weststraße 11, welches vom Architekten Georg Wünschmann entworfen wurde. In der Fabrik wurden die Ansichtskarten und Stereofotografien auf Silberbromid-Basis an vier großen modernen Maschinen in hoher Stückzahl im sogenannten Kilometerverfahren gefertigt. Dabei konnte jede der Maschinen vollautomatisiert an einem Tag aus einer einem Kilometer langen und 60 Zentimeter breiten Papierrolle Ansichtskarten bzw. Stereofotografien produzieren, von der Belichtung der Negative, über die Entwicklung der Positive bis hin zur Trocknung der Abzüge in einem etwa 60 Meter langen Trockenraum. 1908 zählte man in der Fabrik 300 Beschäftigte, darunter 265 Arbeiter.

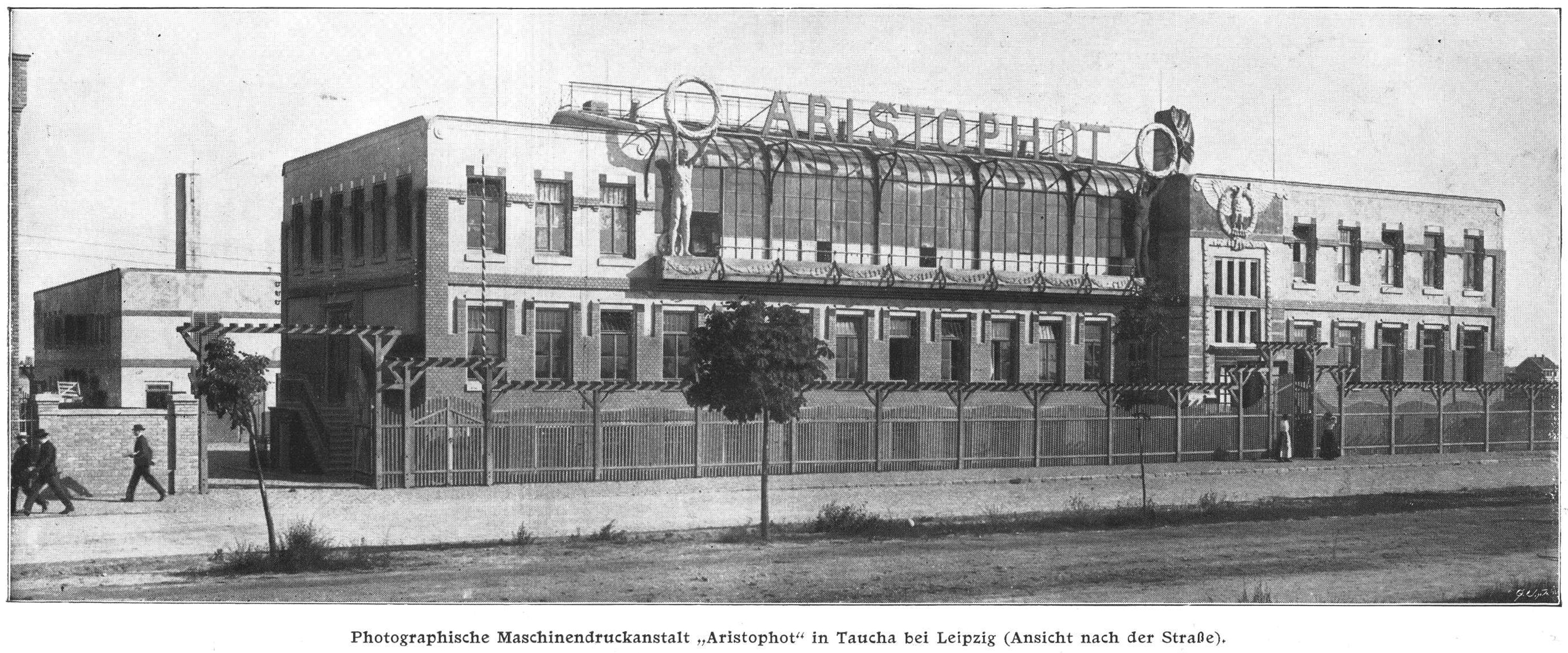
Aristophot-Fabrik in Taucha, 1907

Im November 1909 wurde Aristophot von der Berliner Luxuspapierfabrik Albrecht & Meister AG übernommen, in Taucha war die Fabrik als Produktionsstätte für die neuen Besitzer noch bis zum Jahr 1918 in Betrieb. Danach wurde das Gebäude von mehreren Firmen nachgenutzt, die letzten Reste wurden nach 1990 abgetragen.

## Trivia
Obwohl das Unternehmen bereits ab dem zweiten Jahr seines Bestehens nicht mehr in Leipzig ansässig war, wurde das Kürzel L für Leipzig im Firmenlogo beibehalten, auch in frühen Werbeanzeigen nach dem Umzug warb Aristophot noch mit dem Firmensitz Leipzig-Taucha.

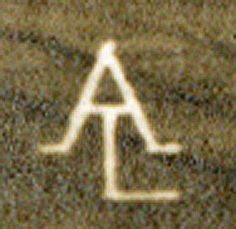
Aristophot-Signet auf einer Fotografie, 1909

Das Unternehmen Leitz nutzte später den Namen Aristophot für eine fotografische Einrichtung für Mikro- und Makroaufnahmen.

## Auszeichnung
- 1905: Goldene Medaille auf der Exposition Universelle et Internationale de Liège[8]